# South Korea Songs
South Korea Songs é uma parada musical semanal da Coreia do Sul, compilado pela Billboard desde maio de 2022. A parada é atualizada todas as terças-feiras no site da Billboard. Faz parte da coleção de paradas Hits of the World da Billboard, classificando as 25 melhores canções semanalmente em mais de 40 países ao redor do mundo.
A primeira canção número um na parada foi "Still Life" de Big Bang na edição datada de 7 de maio de 2022.
A parada foi removida de todas as propriedades digitais da Billboard, após a data de 18 de janeiro de 2025. Nenhum motivo foi declarado para a remoção e não está claro se a decisão afetou o desempenho das canções de artistas sul-coreanos e os dados de paradas internacionais, como a Billboard Global 200 ou a Billboard Global Excl. US.

## Compilações
A parada acompanha o desempenho das canções de sexta a quinta-feira. As classificações da parada são baseadas em downloads digitais de varejistas de música digital de serviço completo (as vendas de sites diretos ao consumidor, como a loja de um artista individual, são excluídas) e streaming online ocorrendo na Coreia do Sul durante o período de rastreamento. Todos os dados são fornecidos por Luminate Data, anteriormente MRC Data.

## Lista desinglesnúmero um
| Semana de               | Canção                                    | Artista(s)                                     | Semanas em número um | Ref.   |
| ----------------------- | ----------------------------------------- | ---------------------------------------------- | -------------------- | ------ |
| 7 de maio de 2022       | "Still Life"                              | Big Bang                                       | 1                    | [ 2 ]  |
| 14 de maio de 2022      | "That That"                               | Psy com participação de Suga                   | 3                    | [ 4 ]  |
| 4 de junho de 2022      | "Tomboy"                                  | (G)I-dle                                       | 4                    | [ 5 ]  |
| 25 de junho de 2022     | "Yet to Come (The Most Beautiful Moment)" | BTS                                            | 1                    | [ 6 ]  |
| 9 de julho de 2022      | "Love Dive"                               | Ive                                            | 3                    | [ 7 ]  |
| 23 de julho de 2022     | "Girls"                                   | Aespa                                          | 1                    | [ 8 ]  |
| 6 de agosto de 2022     | "At That Moment"                          | Gaya-G                                         | 1                    | [ 9 ]  |
| 13 de agosto de 2022    | "Sneakers"                                | Itzy                                           | 1                    | [ 10 ] |
| 20 de agosto de 2022    | "Attention"                               | NewJeans                                       | 2                    | [ 11 ] |
| 3 de setembro de 2022   | "Pink Venom"                              | Blackpink                                      | 2                    | [ 12 ] |
| 17 de setembro de 2022  | "After Like"                              | Ive                                            | 2                    | [ 13 ] |
| 1 de outubro de 2022    | "Shut Down"                               | Blackpink                                      | 3                    | [ 14 ] |
| 22 de outubro de 2022   | "Hype Boy"                                | NewJeans                                       | 2                    | [ 15 ] |
| 4 de novembro de 2022   | "Nxde"                                    | (G)I-dle                                       | 2                    | [ 16 ] |
| 19 de novembro de 2022  | "Event Horizon"                           | Younha                                         | 6                    | [ 17 ] |
| 31 de dezembro de 2022  | "Ditto"                                   | NewJeans                                       | 6                    | [ 18 ] |
| 21 de janeiro de 2023   | "OMG"                                     | NewJeans                                       | 9                    | [ 19 ] |
| 15 de abril de 2023     | "Flower"                                  | Jisoo                                          | 1                    | [ 20 ] |
| 22 de abril de 2023     | "I Am"                                    | Ive                                            | 8                    | [ 21 ] |
| 20 de maio de 2023      | "Unforgiven"                              | Le Sserafim                                    | 1                    | [ 22 ] |
| 3 de junho de 2023      | "Queencard"                               | (G)I-dle                                       | 4                    | [ 23 ] |
| 22 de julho de 2023     | "Super Shy"                               | NewJeans                                       | 1                    | [ 24 ] |
| 29 de julho de 2023     | "Seven"                                   | Jungkook com participação de Latto             | 2                    | [ 25 ] |
| 21 de outubro de 2023   | "You & Me"                                | Jennie                                         | 1                    | [ 26 ] |
| 28 de outubro de 2023   | "Do or Die"                               | Lim Young-woong                                | 15                   | [ 27 ] |
| 10 de fevereiro de 2024 | "Love Wins All"                           | IU                                             | 2                    | [ 28 ] |
| 24 de fevereiro de 2024 | "Do or Die"                               | Lim Young-Woong                                | 1                    | [ 29 ] |
| 2 de março de 2024      | "Bam Yang Gang"                           | Bibi                                           | 3                    | [ 30 ] |
| 30 de março de 2024     | "Fate"                                    | (G)I-dle                                       | 2                    | [ 31 ] |
| 13 de abril de 2024     | "Magnetic"                                | Illit                                          | 4                    | [ 32 ] |
| 11 de maio de 2024      | "Spot!"                                   | Zico com participação de Jennie                | 3                    | [ 33 ] |
| 1 de junho de 2024      | "Supernova"                               | Aespa                                          | 8                    | [ 34 ] |
| 6 de julho de 2024      | "Small Girl"                              | Lee Young-ji com participação de D.O.          | 3                    | [ 35 ] |
| 27 de julho de 2024     | "Supernatural"                            | NewJeans                                       | 2                    | [ 36 ] |
| 31 de agosto de 2024    | "Home"                                    | Lim Young-woong                                | 1                    | [ 37 ] |
| 7 de setembro de 2024   | "Pump Up the Volume!"                     | Plave                                          | 4                    | [ 38 ] |
| 5 de outubro de 2024    | "Happy"                                   | Day6                                           | 1                    | [ 39 ] |
| 12 de outubro de 2024   | "My Name Is Malguem"                      | QWER                                           | 2                    | [ 40 ] |
| 26 de outubro de 2024   | "Up"                                      | Karina                                         | 1                    | [ 41 ] |
| 2 de novembro de 2024   | "Apt."                                    | Rosé e Bruno Mars                              | 5                    | [ 42 ] |
| 7 de dezembro de 2024   | "Home Sweet Home"                         | G-Dragon com participação de Taeyang e Daesung | 7                    | [ 43 ] |

## Recordes de canções

### Mais semanas em número um
| Nú. de semanas | Canção            | Artista                                        | Ano de lançamento |
| -------------- | ----------------- | ---------------------------------------------- | ----------------- |
| 16             | "Do or Die"       | Lim Young-woong                                | 2023              |
| 12             | "Seven"           | Jungkook com participação de Latto             | 2023              |
| 9              | "OMG"             | NewJeans                                       | 2023              |
| 8              | "I Am"            | Ive                                            | 2023              |
| 8              | "Supernova"       | Aespa                                          | 2024              |
| 7              | "Home Sweet Home" | G-Dragon com participação de Taeyang e Daesung | 2024              |
| 6              | "Event Horizon"   | Younha                                         | 2022              |
| 6              | "Ditto"           | NewJeans                                       | 2022              |

## Recordes de artistas

### Mais canções número um
| Nú. de canções | Artista   |
| -------------- | --------- |
| 5              | NewJeans  |
| 3              | Ive       |
| 3              | (G)I-dle  |
| 2              | Blackpink |

### Mais semanas em número um
| Nú. de semanas | Artista   |
| -------------- | --------- |
| 20             | NewJeans  |
| 13             | Ive       |
| 10             | (G)I-dle  |
| 6              | Younha    |
| 5              | Blackpink |
| 3              | Psy       |
| 3              | Suga      |